# Cana II
Cana II ist ein Arrondissement im Departement Zou in Benin. Es ist eine Verwaltungseinheit, die der Gerichtsbarkeit der Kommune Zogbodomey untersteht.

## Demografie und Verwaltung
Gemäß der Volkszählung 2013 des beninischen Statistikamtes INSAE hatte das Arrondissement 5144 Einwohner, davon waren 2414 männlich und 2730 weiblich.
Von den 80 Dörfern und Quartieren der Kommune Zogbodomey entfallen sechs auf Cana II:
1. Agouna
2. Dohounvè
3. Gbangnanmè
4. Hadagon
5. Zoungbo-Bogon
6. Zoungbo-Zounmè